# کازئین

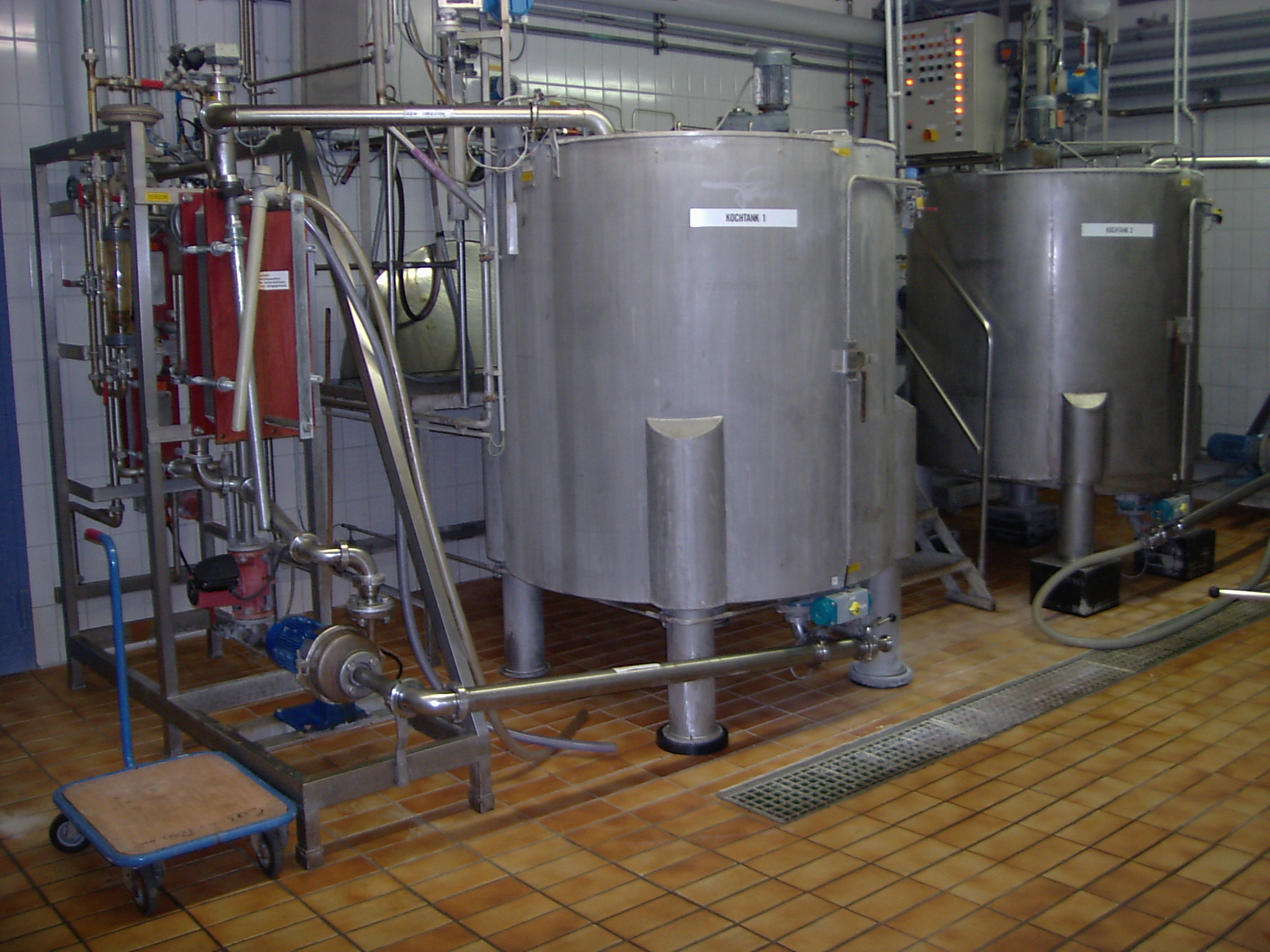
دستگاه فراوری کازئین از شیر

کازئین (Caséine) پروتئین مخصوص شیر است.
کازئین گونه‌ای پروتئین (فسفوپروتئین) است که در صنایع غذایی (به خاطر ارزش خوراکی و نیز عامل چسبندگی) و همچنین در پزشکی کاربرد دارد. نزدیک به ۸۰ درصد از پروتئین موجود در شیر گاو و پنیر از نوع کازئین است. برای تهیه این پروتئین، شیر گاو بی‌چربی را با اسید رقیق یا پنیرمایه عمل‌آوری می‌کنند، کازئین شیر ته‌نشین می‌شود. سپس ماده رسوب‌شده را صاف و خشک می‌کنند. پس از تولید، کازئین به شکل دانه‌ای یا کلوخه‌ای و به رنگ مایل به سفید تا زرد به دست می‌آید. هنگام تهیه اسید لاکتیک از شیر دست‌نخورده نیز مقداری کازئین به عنوان محصول فرعی تولید می‌شود. بیشتر تولید کازئین با رسوب اسیدی است. کازئین در آب و الکل نامحلول است ولی در قلیایی‌ها حل می‌شود. در شیر نیز به صورت سوسپانسیون است. از واکنش این ماده با هیدروکسید سدیم، کازئینات سدیم به دست می‌آید. از کازئین برای ساخت پلاستیک‌ها، چسب‌ها، آهار زدن کاغذ و پارچه، تولید رنگ‌های داخلی قابل شستشو و پرداخت و جلای چرم استفاده می‌شود. چسب کازئین خمیر ضدآب سردکاری است که از حل‌کردن کازئین در یک قلیای ملایم مانند آمونیاک ساخته می‌شود.
کازئین اسیدی را به‌روش ته‌نشینی با اسیدهای لاکتیک ، سولفوریک، و کلریدریک (در ۴/۴ تا ۷/۴ = PH) از شیر پس چرخ به‌دست می‌آورند. کازئین‌های مختلف برحسب نوع اسید مصرفی برای استحصال شناسائی می‌شود. کازئین اسیدی کاربُرد محدودی دارد و در صنایع غذائی از آن فقط برای غلات صبحانه‌ای و غنی‌سازی نان استفاده می‌کنند. نمک‌های کازئینات کلسیم و سدیم در صنایع غذائی کاربُرد وسیعی دارند که این نمک‌ها را از خنثی کردن کازئین اسیدی به‌دست می‌آورند.

## کازئین در چه مواد غذایی وجود دارد؟
همانطور که گفته شد، غنی‌ترین منبع کازئین، شیر است. تقریباً 80 درصد از پروتئین موجود در شیر گاو از نوع کازئین است. علاوه بر شیر گاو، در شیر گوسفند و گاومیش نیز مقادیر قابل توجهی کازئین وجود دارد. اما کازئین تنها به شیر خام محدود نمی‌شود. در واقع، در تمام محصولات لبنی که از شیر تهیه می‌شوند، کازئین وجود دارد. برخی از مهم‌ترین این محصولات عبارتند از:
- پنیر: پنیرهای مختلف، از جمله پنیر چدار، پنیر موزارلا، پنیر کاتیج و پنیر ریکوتا، حاوی مقادیر بالایی از کازئین هستند. در فرایند تولید پنیر، با افزودن آنزیم رنین یا اسید به شیر، کازئین‌ها منعقد شده و دلمه پنیر تشکیل می‌شود.
- ماست: ماست نیز یکی دیگر از منابع غنی کازئین است. باکتری‌های موجود در ماست، لاکتوز شیر را به اسید لاکتیک تبدیل می‌کنند که باعث انعقاد کازئین و تشکیل بافت ژله‌ای ماست می‌شود.
- بستنی: در تولید بستنی، از شیر و خامه استفاده می‌شود که هر دو حاوی مقادیر زیادی کازئین هستند. کازئین به بستنی بافت نرم و کرمی می‌دهد.
- شیر خشک: شیر خشک نوزادان و شیر خشک‌های مخصوص بزرگسالان نیز حاوی مقادیر قابل توجهی کازئین هستند.
- کره: اگرچه کره بیشتر از چربی شیر تشکیل شده است، اما مقدار کمی کازئین نیز در آن وجود دارد.

## انواع کازئین
کازئین‌ها را می‌توان بر اساس روش استخراج و خواص آن‌ها به انواع مختلفی تقسیم کرد. دو نوع اصلی کازئین عبارتند از:
- کازئین میسلار: این نوع کازئین به صورت طبیعی در شیر وجود دارد و به دلیل هضم آهسته، برای افرادی که به دنبال یک منبع پروتئینی پایدار هستند، مناسب است.
- کازئین هیدرولیزات: این نوع کازئین از طریق هیدرولیز (شکستن پیوندهای پپتیدی) کازئین میسلار تولید می‌شود و به دلیل جذب سریع‌تر، برای ورزشکاران و افرادی که نیاز به بازیابی سریع عضلات دارند، مناسب است.

## فواید کازئین
کازئین به دلیل داشتن آمینو اسیدهای ضروری و ساختار منحصر به فرد خود، فواید بسیاری برای سلامتی دارد. برخی از مهم‌ترین فواید کازئین عبارتند از:
- رشد عضلات: کازئین به دلیل هضم آهسته، می‌تواند برای مدت طولانی‌تری در بدن آمینو اسید آزاد کند و به رشد و ترمیم عضلات کمک کند.
- تقویت سیستم ایمنی: برخی مطالعات نشان می‌دهند که کازئین می‌تواند به تقویت سیستم ایمنی بدن کمک کند.
- کاهش فشار خون: مصرف کازئین ممکن است به کاهش فشار خون کمک کند.
- کاهش سطح تری گلیسیرید: مطالعات نشان می‌دهند که مصرف کازئین می‌تواند سطح تری گلیسیرید خون را کاهش دهد.

## عوارض جانبی کازئین
در اکثر افراد، مصرف کازئین عوارض جانبی خاصی ندارد. با این حال، برخی افراد ممکن است به کازئین یا لاکتوز (قند شیر) حساسیت داشته باشند. علائم حساسیت به کازئین ممکن است شامل نفخ، گاز، اسهال، درد شکم و واکنش‌های آلرژیک باشد. همچنین، مصرف بیش از حد محصولات لبنی حاوی کازئین ممکن است برای افرادی که دارای مشکلات کلیوی هستند، مناسب نباشد.
در کل، کازئین یک پروتئین با ارزش غذایی بالا است که در بسیاری از محصولات لبنی یافت می‌شود. با این حال، قبل از مصرف مکمل‌های کازئین یا افزایش مصرف محصولات لبنی، بهتر است با پزشک خود مشورت کنید.